# Чибамба, Жоэль
Жоэ́ль Ома́ри Чибамба (нидерл. Joël Tshibamba; 22 сентября 1988, Киншаса, Заир) — нидерландско-конголезский футболист. Выступает на позиции нападающего.

## Карьера
В возрасте четырёх лет Чибамба приехал в Нидерланды и начал играть в футбол в молодёжной команде НЕК, в 2007/08 играл в плей-офф чемпионата страны против «Гронинген». В сезоне 2009/10, он был отправлен в аренду в клуб «Осс», но уже 1 декабря 2009 вернулся в НЕК после нескольких инцидентов.
5 января 2010 года Чибамба покинул НЕК в статусе свободного агента и приблизительно месяц спустя подписал контракт с польской командой «Арка» из города Гдыня. Джоэль забил два раза в первых четырёх матчах.
17 июля 2010 Чибамба подписал контракт с клубом «Лех». Зимой 2011 году Чибамба перешёл в греческую «Ларису». 16 января 2011 года нападающий забил свой первый гол за новую команду, поразив в домашнем матче ворота «Ираклиса» и вырвав таким образом победу (2:1). 15 июня, после хорошего сезона с «Ларисой», футболист подписал 4-летний контракт с греческим клубом.
23 февраля в Хандело Джоэль Чибамба подписал контракт с «Крыльями Советов». Чибамба будет выступать за команду под номером 99. Нападающий из Конго находился в «Крыльях» на правах аренды до конца сезона 2011/12, сыграв в итоге 5 матчей в чемпионате России.

## Статистика
| 2008/09 | НЕК               | 10 | 3  | Эредивизи                      |    |    |    |    |    |
| 2009/10 | → Осс             | 14 | 5  | Eerste divisie                 |    |    |    |    |    |
|         | Арка              | 12 | 5  | Экстракласса                   |    |    |    |    |    |
| 2010/11 | Лех               | 11 | 1  | Экстракласса                   |    |    |    |    |    |
|         | → Лариса          | 8  | 3  | Греческая футбольная суперлига |    |    |    |    |    |
| 2011/12 | Лариса            | 13 | 7  | Греческая футбольная суперлига |    |    |    |    |    |
| 2011/12 | → Крылья Советов  | 5  | 0  | Чемпионат России по футболу    |    |    |    |    |    |
| 2012/13 | Лариса            | 8  | 3  | Греческая футбольная суперлига |    |    |    |    |    |
| 2013    | Хэнань Констракшн | 11 | 4  | Первая лига Китая по футболу   |    |    |    |    |    |
| 2013/14 | Вестшеллан        | 6  | 1  | Датский 1-й дивизион           |    |    |    |    |    |
| Итого   | Итого             | 98 | 31 | 31                             | 31 | 31 | 31 | 31 | 31 |